# Viola cotyledon
Viola cotyledon es una especie de violeta. Es originaria de Argentina y Chile.

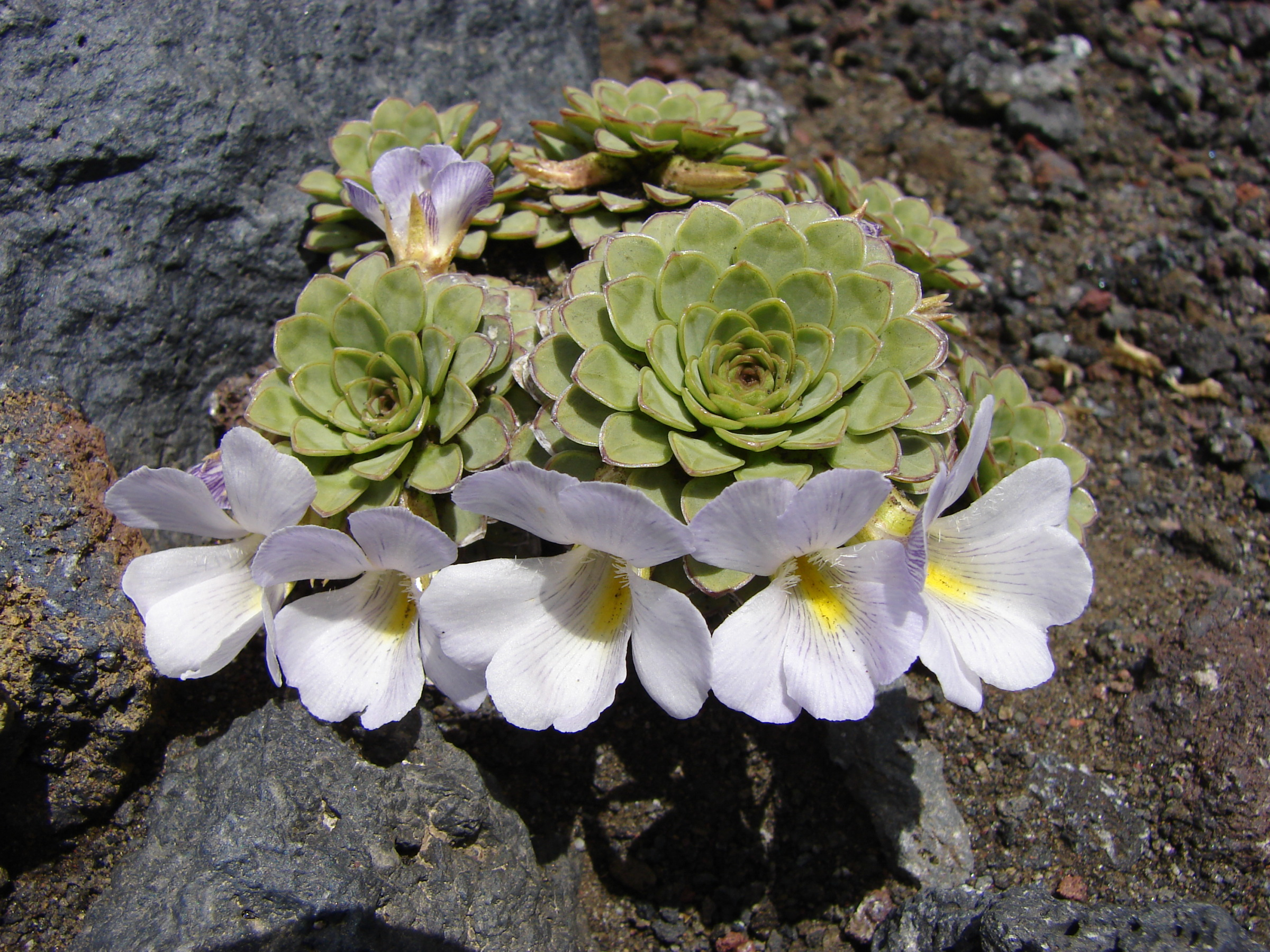
Vista de la planta

## Taxonomía
Viola cotyledon fue descrita por Frédéric Charles Jean Gingins de la Sarraz y publicado en Prodromus Systematis Naturalis Regni Vegetabilis 1: 300. 1824.